# Oribatella linjiangensis
Oribatella linjiangensis är en kvalsterart som beskrevs av Gao och Wen 1992. Oribatella linjiangensis ingår i släktet Oribatella och familjen Oribatellidae. Inga underarter finns listade i Catalogue of Life.